# The Anthem of the Heart
The Anthem of the Heart (яп. 心が叫びたがってるんだ。 Кокоро га сакэбитагаттэрунда., «Сердцу хочется кричать») или Kokosake (яп. ここさけ Кокосакэ) — полнометражный аниме-фильм Тацуюки Нагаи, снятый на студии A-1 Pictures. Фильм вышел в кинотеатрах Японии 19 сентября 2015 года.
На основе аниме издательство Shogakukan выпустило 4-томную мангу в 2015—2016 годах, а в 2017 году студия Cine Bazar сняла полнометражный фильм с живыми актерами.

## Сюжет
В детстве Дзюн Нарусэ была самой обычной девочкой, но однажды она увидела своего отца, выходящим из отеля с женщиной, и рассказала об этом матери. В результате — развод и отец винит в этом её. Явившееся ей волшебное яйцо предлагает запечатать её голос, чтобы она не смогла больше своими словами причинить вред другим. Теперь, когда она пытается что-то сказать, она начинает чувствовать боль и у неё не выходит произнести ни слова.
В старшей школе она обнаруживает, что «проклятье» яйца не мешает ей петь, и вместе с одноклассниками они готовят мюзикл. При подготовке к выступлению ей помогают отличница Нацуки Нито и двое парней — Такуми Сакагами и Дайки Тасаки. Нацуки и Такуми влюблены друг в друга со средней школы, но из-за недомолвок и отсутствия готовности высказать свои чувства они запутываются в них и не могут признаться друг другу в своих чувствах. Дзюн тоже влюбляется в Такуми, но узнав, что он её не любит, сбегает в день постановки мюзикла.
Выясняя отношения с Такуми, Дзюн срывается и начинает кричать на него, наконец заговорив и не почувствовав боли при этом. В конце Дзюн осознает, что боль, которую она чувствовала, была вызвана не «проклятьем», а её собственным страхом.

## Персонажи
- Дзюн Нарусэ (яп. 成瀬 順 Нарусэ Дзюн) — главная героиня истории, ученица средней школы. Однажды Дзюн увидела своего отца, выезжающего из «замка» (в действительности отеля) с «принцессой» (любовницей) и рассказала об этом матери. Считая себя виноватой, с содействия духа-яйца, явившегося ей, Дзюн решает запечатать свой голос. С тех пор любая попытка говорить заставляет девушку испытывать сильные боли в животе, а единственные способы общения девушки — сообщения с мобильного. Хорошо поёт и как ни странно пение не причиняет ей боль.

Сэйю: Инори Минасэ
- Такуми Сакагами (яп. 坂上 拓実 Сакагами Такуми) — одноклассник Дзюн, тихий парень. Делает всё возможное, чтобы не выделяться и прожить жизнь без каких-либо трудностей. Почти не говорит, что у него на уме, а также не слишком взаимодействует с одноклассниками, кроме своих немногочисленных друзей. Имеет страсть к музыке, и с самого раннего возраста он играет на пианино и ценит великих мастеров музыкального искусства. Сначала он играл под влиянием своего отца, любителя музыки, и, несмотря на желание оставить свое прошлое позади, его любовь к музыке всё еще остается. Посоветовал Дзюн выражать свои чувства в песне, считая, что так можно миновать проклятие «Яйца»

Сэйю: Коки Утияма
- Нацуки Нито (яп. 仁藤 菜月 Нито: Нацуки) — одноклассница Дзюн, отличница и член Клуба поддержки. На первый взгляд, живёт идеальной жизнью: у неё хорошие оценки, приятный внешний вид и много друзей. Но у неё так же, как и у всех людей, есть что-то, о чём она предпочитает молчать. Страдая от любви, ей не хватает смелости, чтобы выразить то, что она на самом деле чувствует. Ошибки прошлого до сих пор преследуют девушку.

Сэйю: Сора Амамия
- Дайки Тасаки (яп. 田崎 大樹 Тасаки Дайки) — одноклассник Дзюн. Раньше был лучшим игроком в бейсбольной команде, но после травмы правой руки не может больше играть. В школьном мюзикле играет роль яйца.

Сэйю: Ёсимаса Хосоя
- Идзуми Нарусэ (яп. 成瀬 泉 Нарусэ Идзуми) — мать Дзюн.

Сэйю: Ё Ёсида
- Кадзуки Ёсима (яп. 城嶋 一基 Ё:сима Кадзуки) — классный руководитель Дзюн. Организует Благотворительный совет.

Сэйю: Кэйдзи Фудзивара
- Дух-яйцо — некая сущность, явившаяся сломленной разводом родителей Дзюн. Запечатывает голос Дзюн, чтобы та больше не смогла причинить кому-нибудь боль своими словами. В действительности же является плодом воображения девочки. Из-за сильного стресса Дзюн сама на подсознательном уровне «запечатала» свою возможность говорить.

## Музыка
Начальная тема: «Ima, Hanashitai Dareka ga Iru» (яп. 今、話したい誰かがいる Има, ханаситай дарэка га иру, «Я хочу кое с кем поговорить»).
- Слова: Ясуси Акимото.
- Аранжировка: Akira Sunset, APAZZI
- Вокал: Nogizaka46[1].

Insert song:"Harmonia".
- Слова: Kotringo[англ.].
- Композиция и Аранжировка: Mito (Clammbon[англ.]).
- Вокал: Kotringo.

Прочие звучащие песни:
«Over the Rainbow»
- Слова: Э. Й. Харбург.
- Композиция: Гарольд Арлен.
- Аранжировка: Mito (Clammbon[англ.]).
- Вокал: Нацуми Киёура[англ.].

«Соната для фортепиано № 8 до минор, oп. 13, 2-я часть»
«Swanee»
Слова: Ирвинг Сизар.
Композиция: Джордж Гершвин.
«Summertime»
Слова: Дюбос Хейвард.
Композиция: Джордж Гершвин.
«Isezakicho Blues» (яп. 伊勢佐木町ブルース Исэдзакитё: Бурю:су, Блюз Исэдзакитё).
- Слова: Кохан Каваути.
- Композиция: Ёити Судзуки.
- Исполняет: Сасара Сато.

«Eikan wa Kimi ni Kagayaku» (яп. 栄冠は君に輝く Эйкан ва кими ни кагаяки, «Лавры тебе сияют»).
- Слова: Дайсукэ Кага.
- Композиция: Юдзи Косэки[англ.].

«Aoi Shiori» (яп. 青い栞 Аой сиори, «Синяя закладка»).
- Композиция: Юки Одзаки (Galileo Galilei).

«What Child Is This?»

## Производство и релиз
Фильм был создан теми же авторами, что ранее работали над аниме-сериалом и фильмом AnoHana: режиссёр Тацуюки Нагаи, дизайнер персонажей Масаёси Танака, сценарист Мари Окада. Студия анимации A-1 Pictures Inc.. Фильм вышел в кинотеатрах Японии 19 сентября 2015 года, дистрибьютор Aniplex. 30 марта 2016 года фильм вышел на Blu-ray и в Северной Америке. Дистрибьютором в Америке выступила компания Aniplex of America.

## Восприятие
В прокате фильм собрал 8,5 миллионов долларов.
Ник Кример из Anime News Network присвоил фильму рейтинг B+. В своей рецензии он похвалил фильм за его хорошо прописанных персонажей, обоснованность и музыкальное сопровождение, несмотря на типичные драматические клише в финале. В заключении Кример порекомендовал фильм к просмотру, написав: «Kokosake — это ласковый и милый фильм, который изящно рассказывает одну маленькую историю».

## Игровой фильм
Адаптация аниме с живыми актёрами была анонсирована в марте 2017 года Режиссер фильма Наото Кумадзава. В главных ролях: Кёко Ёсинэ, Кэнто Накадзима, Анна Исии и Итиро Кан. Съёмки начались в марте 2017 года в Титибу. Фильм был выпущен 22 июля 2017 года.